# Dseta del Cotxer
Dseta del Cotxer (ζ Aurrigae) és una estrella de la constel·lació del Cotxer. És coneguda també amb els noms tradicionals de Azaleh, Haedus (o Hoedus), Saclateri, o Sadatoni.
Dseta Aurigae és una binària eclipsant, que varia de la magnitud +3,61 a +3,99 amb un període de 972 dies.
L'estrella principal és una gegant vermella, la companya pertany a la classe espectral B8. Dseta Aurigae està aproximadament a 790 anys llum de la Terra.